# Megacamelus
Megacamelus és un gènere extint de mamífers artiodàctils de la família dels camèlids que visqueren a Nord-amèrica des del Miocè superior fins al Pliocè inferior, fa entre 4,9 i 10,3 milions d'anys. Se n'han trobat restes fòssils a Califòrnia, Idaho i Nebraska (Estats Units). Són uns dels camèlids més grossos de tots els temps, amb una alçada de 3,4 metres, i probablement els més pesants, amb un pes de fins a 4 tones. És possible que fossin els avantpassats directes dels primers camèlids del Vell Món. El nom genèric Megacamelus significa ‘camell gros’.